# Logan Morrison
Logan Morrison, född 9 juli 2002, är en kanadensisk professionell ishockeyforward som är kontrakterad till Seattle Kraken i National Hockey League (NHL) och spelar för Coachella Valley Firebirds i American Hockey League (AHL).
Han har tidigare spelat för Hamilton Bulldogs och Ottawa 67's i Ontario Hockey League (OHL).
Morrison blev aldrig NHL-draftad.

## Statistik
| Källa: Utv = Utvisningsminuter Uppdaterad: 2024-03-31 | Källa: Utv = Utvisningsminuter Uppdaterad: 2024-03-31 | Källa: Utv = Utvisningsminuter Uppdaterad: 2024-03-31 |                                           | Grundserie                                | Grundserie                                | Grundserie                                | Grundserie                                | Grundserie                                |                                           | Slutspel                                  | Slutspel                                  | Slutspel                                  | Slutspel                                  | Slutspel                                  |                                           |
| Säsong                                                | Lag                                                   | Liga                                                  | Matcher                                   | Mål                                       | Assists                                   | Poäng                                     | Utv                                       | Matcher                                   | Mål                                       | Assists                                   | Poäng                                     | Utv                                       |                                           |                                           |                                           |
| ----------------------------------------------------- | ----------------------------------------------------- | ----------------------------------------------------- | ----------------------------------------- | ----------------------------------------- | ----------------------------------------- | ----------------------------------------- | ----------------------------------------- | ----------------------------------------- | ----------------------------------------- | ----------------------------------------- | ----------------------------------------- | ----------------------------------------- | ----------------------------------------- | ----------------------------------------- | ----------------------------------------- |
| 2016–2017                                             | Guelph Jr. Gryphons                                   | SCTA                                                  | 35                                        | 17                                        | 19                                        | 36                                        | 0                                         | —                                         | —                                         | —                                         | —                                         | —                                         |                                           |                                           |                                           |
| 2017–2018                                             | Guelph Jr. Gryphons                                   | SCTA                                                  | 33                                        | 32                                        | 42                                        | 74                                        | 22                                        | —                                         | —                                         | —                                         | —                                         | —                                         |                                           |                                           |                                           |
|                                                       | Guelph Hurricanes                                     | GOJHL                                                 | 2                                         | 0                                         | 0                                         | 0                                         | 10                                        | —                                         | —                                         | —                                         | —                                         | —                                         |                                           |                                           |                                           |
| 2018–2019                                             | Hamilton Bulldogs                                     | OHL                                                   | 47                                        | 14                                        | 20                                        | 34                                        | 6                                         | 4                                         | 0                                         | 1                                         | 1                                         | 0                                         |                                           |                                           |                                           |
| 2019–2020                                             | Hamilton Bulldogs                                     | OHL                                                   | 59                                        | 23                                        | 22                                        | 45                                        | 18                                        | —                                         | —                                         | —                                         | —                                         | —                                         |                                           |                                           |                                           |
| 2020–2021                                             | Hamilton Bulldogs                                     | OHL                                                   | Spelade ej på grund av covid-19-pandemin. | Spelade ej på grund av covid-19-pandemin. | Spelade ej på grund av covid-19-pandemin. | Spelade ej på grund av covid-19-pandemin. | Spelade ej på grund av covid-19-pandemin. | Spelade ej på grund av covid-19-pandemin. | Spelade ej på grund av covid-19-pandemin. | Spelade ej på grund av covid-19-pandemin. | Spelade ej på grund av covid-19-pandemin. | Spelade ej på grund av covid-19-pandemin. | Spelade ej på grund av covid-19-pandemin. | Spelade ej på grund av covid-19-pandemin. | Spelade ej på grund av covid-19-pandemin. |
| 2021–2022                                             | Hamilton Bulldogs                                     | OHL                                                   | 60                                        | 34                                        | 66                                        | 100                                       | 8                                         | 19                                        | 17                                        | 22                                        | 39                                        | 2                                         |                                           |                                           |                                           |
| 2022–2023                                             | Hamilton Bulldogs                                     | OHL                                                   | 34                                        | 20                                        | 35                                        | 55                                        | 8                                         | —                                         | —                                         | —                                         | —                                         | —                                         |                                           |                                           |                                           |
|                                                       | Ottawa 67's                                           | OHL                                                   | 22                                        | 20                                        | 19                                        | 39                                        | 4                                         | 11                                        | 10                                        | 6                                         | 16                                        | 4                                         |                                           |                                           |                                           |
| 2023–2024                                             | Seattle Kraken                                        | NHL                                                   | 3                                         | 0                                         | 0                                         | 0                                         | 0                                         | —                                         | —                                         | —                                         | —                                         | —                                         |                                           |                                           |                                           |
|                                                       | Coachella Valley Firebirds                            | AHL                                                   | 60                                        | 15                                        | 25                                        | 40                                        | 2                                         | —                                         | —                                         | —                                         | —                                         | —                                         |                                           |                                           |                                           |
| NHL totalt                                            | NHL totalt                                            | NHL totalt                                            | 3                                         | 0                                         | 0                                         | 0                                         | 0                                         | —                                         | —                                         | —                                         | —                                         | —                                         |                                           |                                           |                                           |
| OHL totalt                                            | OHL totalt                                            | OHL totalt                                            | 222                                       | 111                                       | 162                                       | 273                                       | 44                                        | 34                                        | 27                                        | 29                                        | 56                                        | 6                                         |                                           |                                           |                                           |